# HMS Courageous (50)
HMS Courageous je bila britanska bojna ladja iz prve svetovne vojne, ki so jo v dvajsetih letih dvajsetega stoletja predelali v letalonosilko. Spadala je v razred letalonosilk Glorious, v katerega sta spadali še HMS  Glorious po kateri je razred dobil ime in HMS Furious. Gradnja ladja se je začela 18. marca 1915, splovljena je bila 5. februarja 1916, 4. novembra istega leta pa predana v uporabo britanski kraljevi mornarici kot lahka križarka specializirana za operacije v plitvem Baltskem morju.
Kmalu po predaji britanski mornarici so jo opremili za polaganje vodnih min, vendar pa tega dela tekom vojne ni nikoli opravljala. Sedemnajstega novembra 1917 se je v spremstvu križarke Glorious in bojne križarke Repulse zapletla v drugo bitko v Heligolandskem zalivu, med katero je utrpela lažje poškodbe. Enaindvajsetega novembra 1918 je sodelovala pri predaji nemške mornarice.
Po podpisu Washingtonskega sporazuma o zmanjšanju števila in moči vojnih ladij v mornaricah po vsem svetu se je Združeno kraljestvo odločilo, da ladjo spremeni v letalonosilko in se tako izogne omejitvam, ki jih določa sporazum. Ladja je bila tako maja 1928 predana britanski kraljevi mornarici kot letalonosilka HMS Courageous. Imela je dve palubi, zgornjo in še manjšo spodnjo, ki so jo med predelavo ladje v letih 1935 ter 1936 spremenili v platformo za protiletalsko topništvo.
Ob izbruhu druge svetovne vojne so jo poslali na protipodmorniško patruljo. Med patruljiranjem ob obali Irske jo je opazila nemška podmornica U-29 in jo začela zasledovati. Letalonosilka je bila takrat brez spremstva rušilcev, saj so se ti odpravili pomagat ladji, ki jo je napadla neka druga nemška podmornica. Ko se je letalonosilka obrnila proti vetru, da bi z nje vzletela letala, je prišla direktno v strelno linijo nemške podmornice. Ta v trenutku izkoristila dano situacijo in proti letalonosilki izstrelila tri torpeda, od katerih sta dve zadeli svoj cilj. Po zadetku se je letalonosilka prevrnila in potopila v 15 minutah. Pri tem je umrlo 518 mornarjev, letalonosilka pa je tako postala prva bojna ladja, ki so jo Britanci izgubili v drugi svetovni vojni. Potopitev letalonosilke HMS Courageous in neuspeli podmorniški napad na letalonosilko HMS Ark Royal tri dni prej je povzročil, da so Britanci umaknili svoje letalonosilke iz protipodmorniških patrulj.